# Tom Ransley

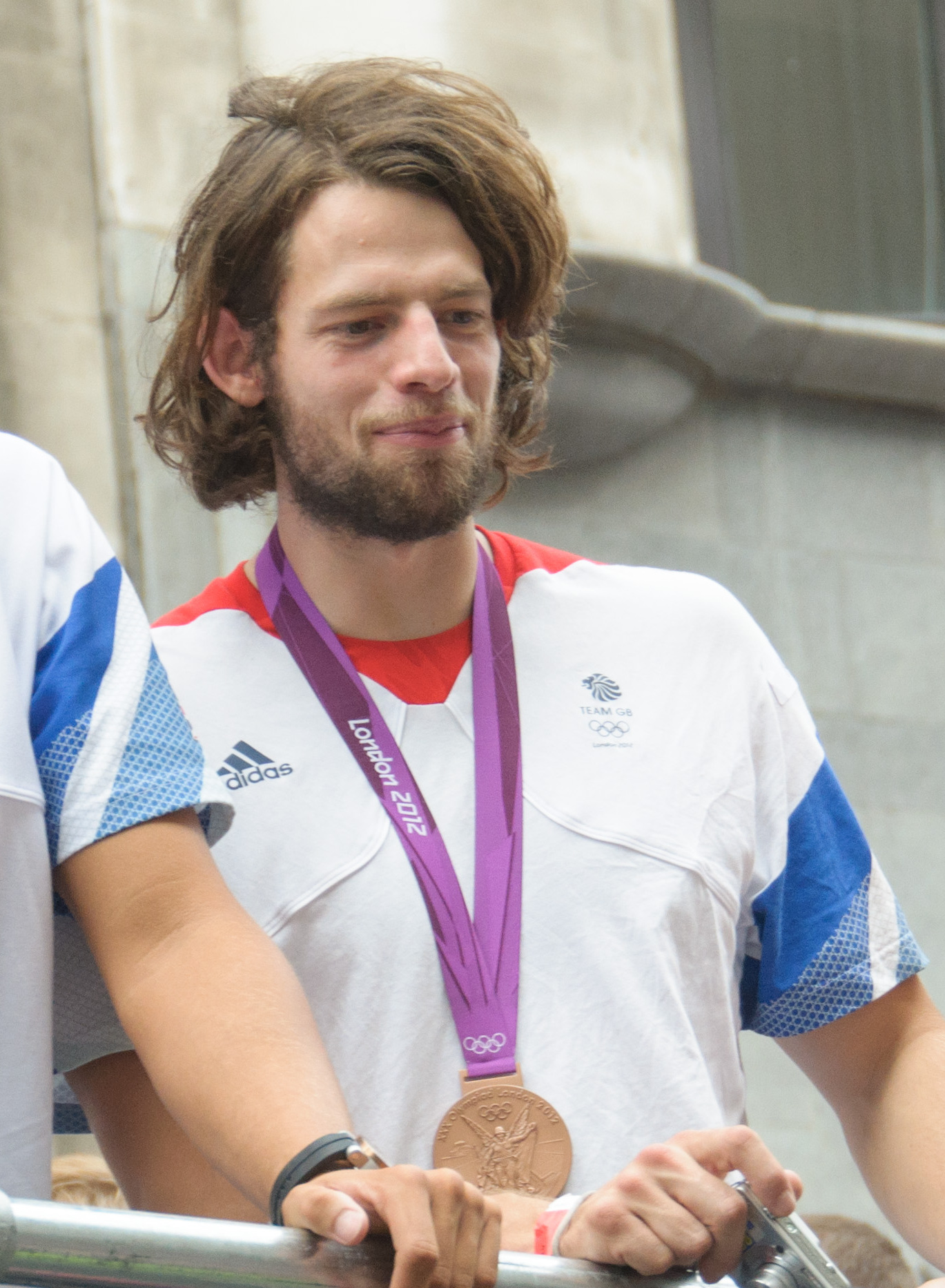
Tom Ransley bei der Parade nach den Olympischen Spielen 2012

Thomas Matthew „Tom“ Ransley, MBE (* 6. September 1985 in Ashford, Kent) ist ein britischer Ruderer. Ransley wurde 2013 und 2014 Weltmeister und 2016 Olympiasieger mit dem britischen Achter.

## Karriere
Ransley belegte 2007 mit dem britischen Achter den fünften Platz bei den Ruder-Europameisterschaften. 2009 startete Ransley erneut im britischen Achter, der im Weltcup zwei dritte Plätze und einen vierten Platz erreichte und bei den Ruder-Weltmeisterschaften 2009 den fünften Rang belegte. 2010, zwei Jahre vor den Olympischen Spielen in London, rückte der britische Achter durch das Comeback des inzwischen 38 Jahre alten Olympiasiegers von 1992 Gregory Searle ins Blickfeld der Öffentlichkeit. Bei den Ruder-Weltmeisterschaften 2010 gewannen die Briten die Silbermedaille hinter dem Deutschland-Achter. Im Jahr darauf erhielten die Briten erneut Silber hinter den Deutschen. Auch im Olympiajahr 2012 blieb der Deutschland-Achter für die Briten unschlagbar, zwei zweiten Plätzen und einem dritten Platz im Weltcup folgte in der Olympiaregatta der dritte Platz hinter den Deutschen und den Kanadiern.
2013 beendeten die Briten die deutsche Siegesserie seit 2009. Der britische Achter gewann die Weltcupregatten in Sydney und Eton, belegte allerdings in Luzern nur den vierten Platz. Bei den Ruder-Weltmeisterschaften 2013 in Chungju siegten die Briten vor den Deutschen. Vor der Saison 2014 bildeten vier Mitglieder des Weltmeister-Achters von 2013 den neuen britischen Vierer ohne Steuermann. In der Saison wurde mit der neuen Besetzung des Achters experimentiert, so fehlte Ransley bei den Europameisterschaften, letztlich saßen bei den Ruder-Weltmeisterschaften 2014 in Amsterdam aber doch vier Mitglieder des Vorjahres-Achters im Boot und verteidigten den Titel. Bei den Europameisterschaften 2015 trat Ransley mit einem neu zusammengestellten Vierer ohne Steuermann an: Nathaniel Reilly-O’Donnell, Alan Sinclair, Tom Ransley und Scott Durant gewannen den Titel vor dem griechischen Vierer. Bei den Weltmeisterschaften 2015 belegten Durant, Sinclair, Ransley und Stewart Innes den dritten Platz hinter den Vierern aus Italien und aus Australien. Zum Saisonauftakt 2016 belegte Ransley mit dem britischen Achter hinter Deutschen und Russen den dritten Platz bei den Europameisterschaften in Brandenburg an der Havel. Im Finale der Olympischen Spiele 2016 gelang den Briten wie bei den drei Weltmeisterschaften seit 2013 ein Sieg vor dem Deutschland-Achter.
Ransley verblieb auch nach den Olympischen Spielen 2016 Mitglied des britischen Achters. 2017 belegte der Achter den fünften Platz bei den Europameisterschaften und den siebten Platz bei den Weltmeisterschaften. Nach dem fünften Platz bei den Europameisterschaften 2018 gewannen die Briten bei den Weltmeisterschaften 2018 Bronze hinter den Deutschen und den Australiern.